# Annihilation of the Wicked
Annihilation of the Wicked – czwarty album studyjny amerykańskiej grupy muzycznej Nile. Wydawnictwo ukazało się 23 maja 2005 roku nakładem Relapse Records.

## Lista utworów
Opracowano na podstawie materiału źródłowego.
1. „Dusk Falls Upon the Temple of the Serpent on the Mount of Sunrise” – 0:51
2. „Cast Down the Heretic” – 5:45
3. „Sacrifice Unto Sebek” – 3:03
4. „User-Maat-Re” – 9:14
5. „The Burning Pits of the Duat” – 3:52
6. „Chapter of Obeisance Before Giving Breath to the Inert One in the Presence of the Crescent Shaped Horns” – 5:21
7. „Lashed to the Slave Stick” – 4:18
8. „Spawn of Uamenti” – 1:14
9. „Annihilation of the Wicked” – 8:36
10. „Von Unaussprechlichen Kulten” – 9:46
11. „Sss Haa Set Yoth” – 5:15 (utwór dodatkowy)

## Twórcy
Opracowano na podstawie materiału źródłowego.
| - Karl Sanders − śpiew, gitara, instrumenty klawiszowe, bağlama, saz, buzuki - Dallas Toler-Wade − gitara, śpiew - George Kollias − perkusja, instrumenty perkusyjne - Jon Vesano − gitara basowa, śpiew |  | - Mike Brezeale − inkantacje - Orion Landau − okładka, oprawa graficzna - Bob Moore − inżynieria dźwięku - Neil Kernon − inżynieria dźwięku, miksowanie, produkcja muzyczna |

## Listy sprzedaży
| Lista             | Kraj            | Pozycja |
| ----------------- | --------------- | ------- |
| Sverigetopplistan | Szwecja         | 27      |
| UK Albums Chart   | Wielka Brytania | 186     |